# Gerlach Cornelis Joannes van Reenen (1884-1973)

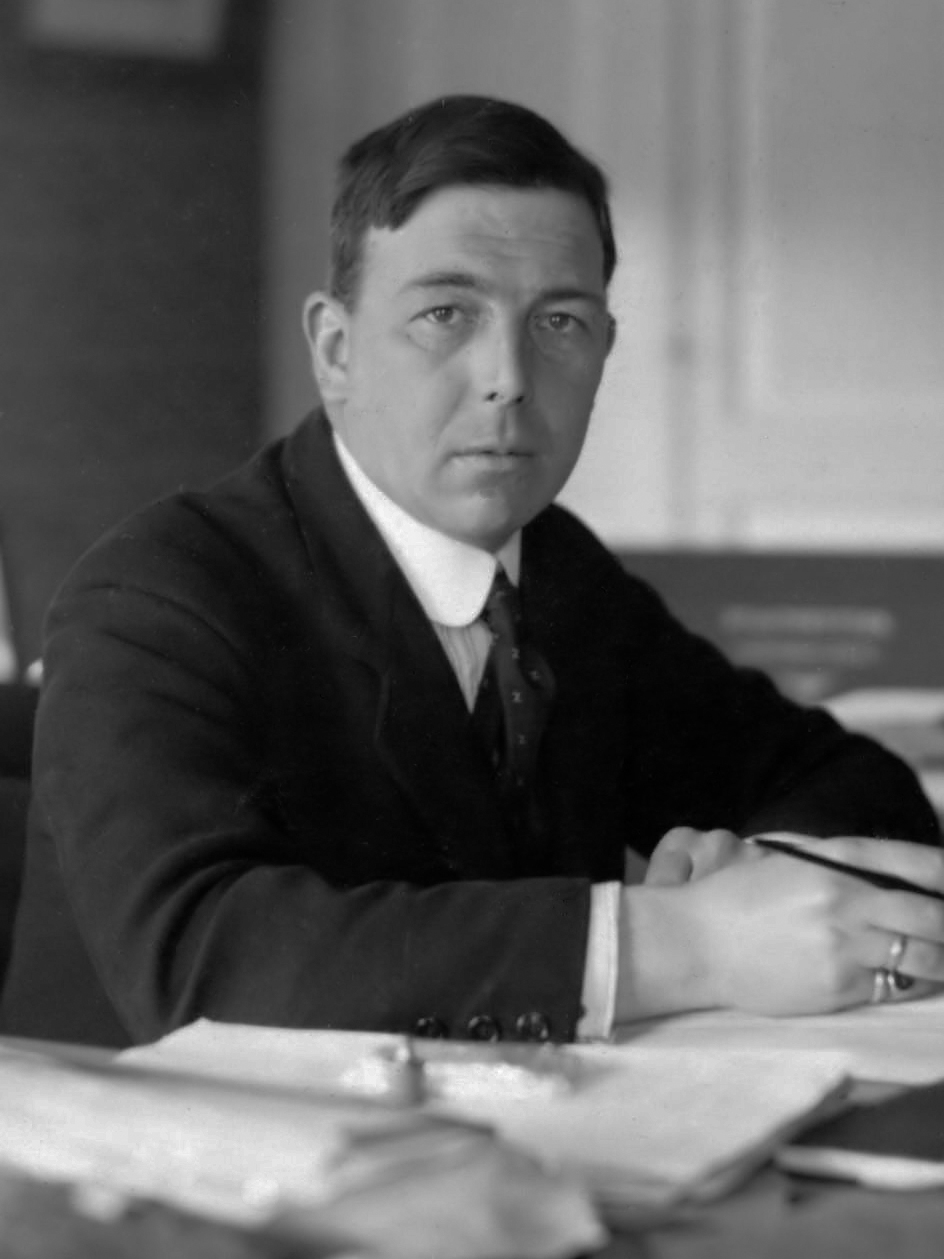
Gerlach Cornelis Joannes van Reenen (1923)

Gerlach Cornelis Joannes van Reenen (Nijmegen, 21 december 1884 – Baarn, 18 januari 1973) was een Nederlandse burgemeester.

## Biografie
Van Reenen was een lid van de adellijke tak van het geslacht Van Reenen en een zoon van jhr. Gerlach Cornelis Johannes van Reenen (1852-1934) en Wilhelmina Dina Christina d'Abo (1860-1944). Hij promoveerde in de rechten in 1910, waarna hij adjunct-commies van de provinciale griffie te Arnhem werd.  Daarna werd hij in 1917 benoemd tot burgemeester van Nijkerk wat hij tot 1923 bleef. Daarna was hij burgemeester van Baarn, te weten van 1 augustus 1923 tot 1945, met een onderbreking in oorlogstijd. Op 21 februari 1942 werd van Reenen vervangen door Hendrik Froonhof, de eerste NSB-burgemeester van Baarn. Maar na de oorlog werd hij in zijn ambt hersteld. Hij werd benoemd tot Officier in de Orde van Oranje-Nassau.
Van Reenen trouwde in 1911 met Louise Elisabeth Jacoba van Romondt Vis (1887-1976), uit welk huwelijk geen kinderen werden geboren. Hij was de laatste mannelijke telg van de adellijke tak van zijn geslacht die in 2006 met een achternicht uitstierf.
Van Reenen was van 1946 tot 1956 voorzitter van Schietvereniging Baarn & Omstreken. In 1906 werd hij Nederlands kampioen tennis in het enkel- én dubbelspel.
In Baarn is een straat vernoemd naar Van Reenen, de Van Reenenlaan in Hoog Baarn, in Nijkerk het Van Reenenpark. Van Reenen werd begraven op de Nieuwe algemene begraafplaats in Baarn. 